# Nokia C2-06
Nokia C2-06 este un telefon mobil dual SIM produs de Nokia.